# قوی‌تر (فیلم)
قوی تر (انگلیسی: Stronger) یک فیلم به کارگردانی دیوید گوردون گرین است که در سال ۲۰۱۷ منتشر شد.
"قوی تر "داستان واقعی "جف باومن"با بازی "جیک جیلینهال" است که در جریان بمب‌گذاری شهر بوستون در سال ۲۰۱۳ هر دو پای خود را از دست داد. در آن حادثه عکسی که "چارلز کروپا" از او گرفته شد و بر تیتر اول روزنامه‌ها قرار گرفت که باعث شد او معروفترین بازمانده این حادثه و مورد توجه مردم و رسانه‌ها قرار گیرد.